# Estadio San Pablo
Estadio San Pablo – stadion piłkarski w mieście Écija, w Hiszpanii. Został otwarty w 1986 roku. Obiekt może pomieścić 3500 widzów. Swoje spotkania rozgrywa na nim drużyna Écija Balompié.